# Baltimore (livre)
Pour les articles homonymes, voir Baltimore (homonymie).
 (août 2016).
Si vous disposez d'ouvrages ou d'articles de référence ou si vous connaissez des sites web de qualité traitant du thème abordé ici, merci de compléter l'article en donnant les références utiles à sa vérifiabilité et en les liant à la section « Notes et références ».
Baltimore (titre original en anglais : Homicide: A Year on the Killing Streets) est un récit du journaliste américain David Simon paru dans sa langue d'origine en 1991 aux éditions Houghton Mifflin. Il est traduit en français par Héloïse Esquié et est publié aux éditions Sonatine en 2012.
L'ouvrage est un journal de bord de David Simon, journaliste au Baltimore Sun, relatant son année passée en immersion dans la brigade criminelle de la police de Baltimore, durant laquelle il a suivi le travail d'une quinzaine de ses inspecteurs.
Il a été récompensé en 1992 du prix Edgar-Allan-Poe du meilleur livre d'enquête.

## Adaptations

### Adaptations en séries télévisées
Cet ouvrage a servi de base documentaire à la série télévisée américaine Homicide diffusée de 1993 à 1999 sur NBC, et a inspiré la série The Wire diffusée de 2002 à 2008 sur HBO.

### Adaptation en bande dessinée
Le dessinateur de bande dessinée Philippe Squarzoni a adapté cet ouvrage en cinq tomes publiés aux éditions Delcourt sous le titre Homicide.